# Dupka (Siedlec)
Dupka – wzniesienie na Wyżynie Częstochowskiej w miejscowości Siedlec w województwie śląskim, w powiecie częstochowskim, w gminie Janów. Wznosi się wśród pól uprawnych tuż po północno-zachodniej stronie zwartych zabudowań tej miejscowości. Porośnięte jest bukowym lasem, w którym znajdują się 3 większe ostańcowe skały wapienne i wiele mniejszych. Wśród skał pod szczytem wzniesienia znajduje się Jaskinia Siedlecka (zwana też Jaskinią na Dupce), a na wschodnich zboczach Schronisko obok Jaskini Siedleckiej. Obydwie znajdują się w Centralnym Rejestrze Geostanowisk Polski pod nazwą Jaskinia na Dupce (Siedlecka).
Pod względem geograficznym Dupka jest jednym z wzniesień Wyżyny Mirowsko-Olsztyńskiej, wchodzącej w skład Wyżyny Częstochowskiej. Słowo dupka dawniej oznaczało dziurę w ziemi.